# 1943 en musique
| \| • Retour à la chronologie générale de la musique populaire • \| |
| XXIe siècle • XXe siècle • XIXe siècle • XVIIIe siècle XVIIe siècle • XVIe siècle • XVe siècle • XIVe siècle XIIIe siècle • XIIe siècle • XIe siècle • Xe siècle IXe siècle • VIIIe siècle • Haut Moyen Âge • Rome • Grèce |
| • Retour à la chronologie générale de la musique populaire • |

| • Retour à la chronologie générale de la musique populaire • |

| Années de la musique populaire : 1940 - 1941 - 1942 - 1943 - 1944 - 1945 - 1946    |
| Décennies de la musique populaire : 1910 - 1920 - 1930 - 1940 - 1950 - 1960 - 1970 |

Cet article présente les faits marquants de l'année 1943 en musique.

## Évènements
- 30 mars : Oklahoma, comédie musicale de Richard Rodgers et Oscar Hammerstein.
- 23 mai : Le Chant des partisans de Joseph Kessel et Maurice Druon sur une musique d’Anna Marly.
- Ah ! le petit vin blanc, chanson française écrite par Jean Dréjac, composée par Charles Borel-Clerc, et chantée par Lina Margy.

## Naissances
- 19 janvier : Janis Joplin, chanteuse américaine († 4 octobre 1970).
- 11 février : 
  - Serge Lama chanteur français.
  - Little Johnny Taylor : chanteur de blues et de soul américain († 17 mai 2002).
- 17 février : Gérard Rinaldi, chanteur et acteur du groupe Les Charlots († 2 mars 2012).
- 19 février : Lou Christie, chanteur américain de rock († 18 juin 2025).
- 20 février : Carlos, chanteur, acteur et fantaisiste français († 17 janvier 2008).
- 25 février : George Harrison, chanteur et guitariste du groupe The Beatles († 29 novembre 2001).
- 2 mars : Tony Meehan, batteur du groupe The Shadows († 28 novembre 2005).
- 28 avril : Jacques Dutronc, acteur, chanteur et compositeur français.
- 6 mai : Mike Ratledge, musicien britannique († 5 février 2025).
- 13 mai : Mary Wells, chanteuse de soul américaine († 26 juillet 1992).
- 23 mai : Felix Slováček, musicien tchèque.
- 15 juin : Johnny Hallyday, chanteur de rock français († 5 décembre 2017).
- 4 juillet : Alan Wilson, leader et guitariste du groupe américain Canned Heat († 3 septembre 1970).
- 26 juillet : Mick Jagger, chanteur et leader du groupe de rock britannique The Rolling Stones.
- 28 juillet : Richard Wright, clavieriste du groupe de rock britannique Pink Floyd († 15 septembre 2008).
- 23 août : Pino Presti, bassiste, arrangeur, compositeur, chef d'orchestre, producteur de musique italien.
- 6 septembre : Roger Waters, cofondateur, bassiste et compositeur de Pink Floyd.
- 23 septembre : Julio Iglesias, chanteur espagnol.
- 22 octobre : Bobby Fuller, chanteur de rock américain († 18 juillet 1966).
- 27 octobre : Jean Schultheis, chanteur français.
- 1er novembre : Salvatore Adamo, chanteur belge.
- 8 décembre : Jim Morrison, chanteur, poète du groupe de rock américain The Doors († 3 juillet 1971).
- 11 décembre : Anne Vanderlove, née Anna Van der Leeuw, autrice-compositrice-interprète française d'origine néerlandaise († 30 juin 2019).
- 18 décembre : Keith Richards, guitariste, compositeur des Rolling Stones.
- 21 décembre : Albert Lee, guitariste anglais.

## Principaux décès
- 28 mars : Sergueï Rachmaninov, compositeur, pianiste virtuose et chef d'orchestre russe.
- 15 décembre, Kansas City : Fats Waller, compositeur de Jazz.